# Przywrócić Prawo
Przywrócić Prawo (PP) – koło poselskie w Sejmie RP VIII kadencji, założone 9 sierpnia 2019 przez posłów wybranych z list ruchu Kukiz’15, oraz komitet wyborczy wyborców powołany na wybory parlamentarne w 2019, wystawiający kandydatów do Senatu.

## Członkowie koła poselskiego
- Jerzy Jachnik – sekretarz koła, wcześniej klub Kukiz’15 i poseł niezrzeszony
- Piotr Liroy-Marzec (Skuteczni) – wiceprzewodniczący koła, wcześniej klub Kukiz’15, poseł niezrzeszony oraz koło Wolność i Skuteczni / Konfederacja
- Janusz Sanocki – przewodniczący koła, wcześniej poseł niezrzeszony

## Historia
W dniu utworzenia koła jego przewodniczący Janusz Sanocki poinformował, że koło Przywrócić Prawo będzie wzywało do bojkotu wyborów do Sejmu w 2019 (kwestionując ich ważność), lecz zamierza wystawić kandydatów w wyborach do Senatu.

Konstytucja przyznaje każdemu z nas prawo do kandydowania. Jest to jeden z podstawowych wymogów demokracji i w związku z tym postanowiliśmy złożyć koło pod nazwą Przywrócić Prawo. Po to, żeby walczyć o przywrócenie biernego prawa wyborczego obywatelom. Żeby obywatel, bez ubiegania się o łaski prezesa partyjnego, mógł po prostu ubiegać się o mandat posła. Jeśli tego nie będzie, nie będzie demokracji.

Pomimo tego, do Sejmu wystartowała partia Skuteczni posła koła Piotra Liroya-Marca, która jednak zarejestrowała listy jedynie w 5 okręgach wyborczych (sam lider ugrupowania otwierał listę kielecką). KWW Przywrócić Prawo zarejestrował 7 kandydatów do Senatu (m.in. obydwu pozostałych posłów koła Janusza Sanockiego i Jerzego Jachnika, czy też Konrada Rękasa). Kandydaci komitetu zostali poparci przez Kukiz’15 i Skutecznych. Komitet uzyskał w wyborach do Senatu ok. 92 tys. głosów, co przełożyło się na 0,51% głosów w skali kraju. Żaden z kandydatów nie uzyskał mandatu senatora (zajęli oni ostatnie miejsca w okręgach, z wyjątkiem Janusza Sanockiego, który był przedostatni).
Środowisko funkcjonujące w 2019 jako Przywrócić Prawo zaangażowało się w obronę w obronę osób pokrzywdzonych przez organy państwa. W grudniu 2020, tuż po śmierci Janusza Sanockiego, na czele z Jerzym Jachnikiem przystąpiło do Koalicji Polskiej.